# Joe Pingue
Giuseppe Pingue (St. Catharines, Ontario, 1972), conocido como Joe Pingue, es un actor y cineasta canadiense.

## Carrera

### Actuación
Pingue tiene una extensa carrera como actor de reparto. Algunos de sus créditos en cine incluyen Miss Sloane, Pompeii, Antiviral, The Boondock Saints, Repo Men, Blindness, The Book of Eli, Maps to the Stars y Dream House.
Sus trabajos en televisión incluyen apariciones en Degrassi: The Next Generation, Orphan Black, Wild Card, 24 Hour Rental, Across the River to Motor City y The Expanse. Aportó la voz de Tamago en la serie de animación The Very Good Adventures Of Yam Roll In Happy Kingdom y de Entree en Spliced!

### Producción
Pingue produjo y escribió el cortometraje The Answer Key, el cual fue nominado a un Premio Genie.  También dirigió, produjo y escribió el corto Chili and Cheese: A Condimental Rift.

## Filmografía

### Guionista, Director, Productor
| Año  | Título                               | Notas | Guionista | Director | Productor |
| ---- | ------------------------------------ | ----- | --------- | -------- | --------- |
| 2008 | The Answer Key                       | Corto | Si        | No       | Si        |
| 2009 | Chili and Cheese: A Condimental Rift | Corto | Si        | Si       | Si        |

### Cine
| Año  | Título                                | Personaje                         | Notas           |
| ---- | ------------------------------------- | --------------------------------- | --------------- |
| 1996 | Maximum Risk                          | Portero bohemio                   |                 |
| 1997 | Men with Guns                         | Bravucón                          |                 |
| 1999 | Pushing Tin                           | Mark                              |                 |
| 1999 | The Boondock Saints                   | Geno                              |                 |
| 2000 | Bait                                  | Policía                           |                 |
| 2001 | Harvard Man                           | Joe                               |                 |
| 2001 | A Man's Life                          | Hank Mott                         |                 |
| 2001 | Knockaround Guys                      | Klanderud                         |                 |
| 2003 | Owning Mahowny                        | Policía de ropa sencilla          |                 |
| 2003 | Thoughtcrimes                         | Costas                            |                 |
| 2004 | Highwaymen                            | Mecánico de pelo largo            |                 |
| 2004 | Direct Action                         | Fiscal de US                      |                 |
| 2004 | Zeyda and the Hitman                  | Petey                             |                 |
| 2005 | Leo                                   | Leo                               |                 |
| 2005 | Leo Volume 2                          | Leo                               |                 |
| 2005 | Mee-Shee: The Water Giant             | Jim Neilds                        |                 |
| 2006 | Homie Spumoni                         | Paulie                            |                 |
| 2006 | Citizen Duane                         | Vince Vaserelli                   |                 |
| 2006 | A Lobster Tale                        | Bubba Jenkins                     |                 |
| 2007 | A Cure for Terminal Loneliness        | Joseph Strobe                     |                 |
| 2007 | The Answer Key                        | Joesph Strobe                     |                 |
| 2008 | Jack and Jill vs. the World           | Director de casting               |                 |
| 2008 | Blindness                             | Taxista                           |                 |
| 2008 | Sir Francis Drake: The Queen's Pirate | Giovanni Battista Boazio          |                 |
| 2009 | Suck                                  | Bravucón                          |                 |
| 2010 | The Book of Eli                       | Hoyt                              |                 |
| 2010 | Repo Men                              | Ray                               |                 |
| 2010 | Casino Jack                           | Pequeño Tony                      |                 |
| 2010 | Devil                                 | Empleado del buró de negocios     |                 |
| 2011 | Drive                                 | Asistente de Director #1          |                 |
| 2011 | Dream House                           | Martin                            |                 |
| 2012 | Bloodwork                             | Aaron                             |                 |
| 2012 | Antiviral                             | Arvid                             |                 |
| 2012 | Still Mine                            | Empleado de la terminal de comida |                 |
| 2012 | Two Hands to Mouth                    | Frank                             |                 |
| 2013 | Pacific Rim                           | Capitán Merrit                    |                 |
| 2013 | The Art of the Steal                  | Carmen                            |                 |
| 2013 | Parking Plot                          |                                   |                 |
| 2014 | The Nut Job                           | Johnny                            | Voz             |
| 2014 | Pompeii                               | Graecus                           |                 |
| 2014 | Maps to the Stars                     | Arnold                            |                 |
| 2015 | Room                                  | Oficial Grabowski                 | Posproducción   |
| 2015 | God and Country                       | Sr. Breeder                       | Posproducción   |
| 2016 | The Nut Job 2                         | Johnny                            | Voz. Producción |
| 2024 | The Apprentice                        | Anthony Salerno                   |                 |

### Televisión
| Año  | Título                                          | Personaje        | Notas                  |
| ---- | ----------------------------------------------- | ---------------- | ---------------------- |
| 2003 | Ice Bound: A Woman's Survival at the South Pole | Pixel Pete       | Película de televisión |
| 2003 | Thoughtcrimes                                   | Costas           | Película de televisión |
| 2006 | Obituary                                        | Detective Walker | Película de televisión |
| 2014 | The Day My Butt Went Psycho!                    |                  | Serie                  |
| 2017 | Godless                                         | Alonzo Bunker    | Serie                  |

## Premios y nominaciones
| Año  | Otorga                                | Premio                                                     | Trabajo                              | Resultado |
| ---- | ------------------------------------- | ---------------------------------------------------------- | ------------------------------------ | --------- |
| 2006 | ACTRA Awards                          | Mejor desempeño - Masculino                                | Leo                                  | Nominado  |
| 2006 | Canadian Comedy Awards                | Mejor desempeño masculino en película                      | Leo                                  | Nominado  |
| 2007 | Gemini Awards                         | Mejor desempeño de conjunto en Programa de Comedia o Serie | Rent-A-Goalie                        | Nominado  |
| 2008 | Genie Awards                          | Mejor Corto de Drama en vivo                               | The Answer Key                       | Nominado  |
| 2008 | ACTRA Awards                          | Mejor Desempeño - masculino                                | The Answer Key                       | Nominado  |
| 2009 | Gemini Awards                         | Mejor desempeño de conjunto en Programa de Comedia o Serie | Rent-A-Goalie                        | Nominado  |
| 2015 | NSI Online Short Film Festival Awards | Mejor Comedia                                              | Chili and Cheese: A Condimental Rift | Ganó      |